# L'Été indien (chanson)
Pour les articles homonymes, voir L'Été indien.
Singles de Joe Dassin
Vade retro
(1975) Ça va pas changer le monde
(1976)
L'Été indien est une chanson interprétée par Joe Dassin sortie en 45 tours le 6 juin 1975. 
Cette chanson est le plus grand succès de sa carrière. Il en vend plus de 800 000 exemplaires en France et quasiment deux millions dans le monde. Le titre sort dans vingt-cinq pays et est par la suite traduit en plusieurs langues : allemand sous le titre Septemberwind, italien sous le titre L'estate di San Martin, espagnol sous le titre Aun vivo para el amor (Solo puedo mirar atras), 
et anglais sous le titre Indian Summer.

## Historique

### Genèse
Alors que les ventes de son album Le Costume blanc sorti pour le Noël 1974 sont médiocres, Joe Dassin doit renégocier son contrat avec sa maison de disques CBS. Jacques Plait, directeur artistique de l'artiste, est à l'affût d'un titre fort pour relancer la carrière de son chanteur. 
Lors d'une réunion d'écoute chez CBS début mai 1975, il repère une chanson italienne du groupe Albatros, intitulée Africa, écrite en anglais et cosignée Toto Cutugno, Vito Pallavicini, Pasquale Losito, Sam Ward. Ayant pour originalité le texte parlé du couplet pendant qu'en fond sonore les chœurs fredonnent « ba ba ba », ce titre rencontre peu de succès en Italie. Cette chanson engagée évoque un vieux chanteur afro-américain qui exhorte ses frères à quitter leur monde artificiel et stressant pour retourner sur la terre de leurs ancêtres. Toto Cutugno souhaite que ce soit Claude François qui en fasse la version française et son éditeur se déplace spécialement à Paris pour la présenter au chanteur. Claude François doit impérativement donner sa réponse avant midi pour acquérir les droits français. Mais la star, qui s'est couchée fort tard, laisse filer cette occasion, son staff n'osant pas le réveiller, si bien que Jacques Plait en profite pour signer avec cet éditeur.

### La sortie et le succès
Jacques Plait bloque la sortie mondiale de ce disque, alors que CBS avait promis aux Italiens d'en faire un tube international pour l'été. Joe Dassin réarrange la chanson et demande un texte à ses adaptateurs Claude Lemesle et Pierre Delanoë. Les deux paroliers s'isolent un week-end à Deauville, où le temps radieux leur fait penser à l'été indien. Ils imaginent un texte qui raconte avec nostalgie une ancienne histoire d'amour sur fond de couleurs automnales de la côte Est américaine. Jacques Plait et son chanteur trouvent le thème de l'été indien et les allusions à la peintre méconnue Marie Laurencin peu commerciaux, mais Claude Lemesle les convainc de garder justement ces aspects assez mystérieux pour faire rêver le public.
L'enregistrement de la voix a lieu le 24 mai 1975 au studio CBE de Bernard Estardy, ingénieur du son qui travaille avec le chanteur depuis longtemps. Le titre sort le 6 juin 1975 et ce slow de l'été va devenir la plus grosse vente de disques de Joe Dassin.

## Accueil commercial
L'Été indien obtient le succès à travers le monde, se classant à la première place des hit-parades en Belgique (Wallonie), en France, en Israël et au Québec,,,. Le titre s'est également classé dans le top 10 en Belgique flamande, en Finlande, en Suisse, en Yougoslavie ainsi qu'en Argentine,.
En France, la chanson est la 2e plus vendue de l'année 1975 avec plus de 800 000 disques 45 tours vendus.

## Classements
| Classement (1975)                       | Meilleure position |
| --------------------------------------- | ------------------ |
| Allemagne de l'Ouest (Media Control)    | 47                 |
| Argentine (Billboard)                   | 10                 |
| Belgique (Flandre Ultratop 50 Singles)  | 4                  |
| Belgique (Wallonie Ultratop 50 Singles) | 1                  |
| Espagne (El Gran Musical)               | 12                 |
| Finlande (Suomen virallinen lista)      | 4                  |
| France (CIDD),                          | 1                  |
| Israël (IBA)                            | 1                  |
| Pays-Bas (Nederlandse Top 40)           | 22                 |
| Pays-Bas (Single Top 100)               | 12                 |
| Québec (Palmarès francophone)           | 1                  |
| Suisse (Schweizer Hitparade)            | 5                  |
| Turquie (Billboard)                     | 11                 |
| Yougoslavie (Billboard)                 | 8                  |

| Classement (1989) | Meilleure position |
| ----------------- | ------------------ |
| France (SNEP)     | 35                 |

| Classement (2009)                          | Meilleure position |
| ------------------------------------------ | ------------------ |
| Belgique (Flandre Back Catalogue Singles)  | 11                 |
| Belgique (Wallonie Back Catalogue Singles) | 7                  |

| Classement (1975)            | Position |
| ---------------------------- | -------- |
| Belgique (Flandre Ultratop)  | 17       |
| France (SNEPA)               | 2        |
| Suisse (Schweizer Hitparade) | 20       |

## Reprises et adaptations
Plusieurs artistes ont repris ou adapté L'Été indien depuis sa sortie en 1975 :
- En 1975, Guy Bedos en a fait une parodie sous le titre Le Tube de l'hiver[23] ;
- En 1975, le chanteur Fernando Fernan Gomez reprend la chanson en espagnol (Aun vivo para el amor) en modifiant légèrement les paroles de Buddy & Mary McCluskey.
- En 1976, Nancy Sinatra et Lee Hazlewood reprennent la chanson en version anglaise sous le titre Indian Summer.[24]

- Guy Marchand a révélé que la chanson Destinée, sortie en 1982, a été composée en reprenant les notes de la chanson L'Été indien à l'envers[25] ;

- En 1994, Philippe Katerine en enregistre une version bossa nova sur son troisième album L'Éducation anglaise ;

- En 1995, Chantal Lauby en enregistre une version humoristique et parodique, accompagnée par Vincent Malone à la trompette. Dans cette version, elle transforme la phrase « Avec ta robe longue, tu ressemblais à une aquarelle de Marie Laurencin » en « Avec ta robe longue, tu ressemblais à une aquarelle de Marie-Laure Augry enceinte. »[26] ;

- En 2004, la chanteuse polonaise Mandaryna en fait une version techno dans son album Mandaryna.com (en)[27] ;
- En 2006, le groupe Los Linces reprend la chanson, extraite de l'album "Los Auténticos Triunfadores" en ralentissant un peu la vitesse de la chanson;

- En 2009, l'artiste Juste Filip en fait une parodie intitulée C'était l'hiver dans son album Villa des fleurs[28],  l'histoire d'un homme qui quitte sa femme potiche et vénale ;

- En 2011, la mélodie est également présente dans la bande originale du film Le Skylab ;

- En 2015, Opium du peuple reprend la chanson dans leur album La Revanche des clones[29] ;

- Le 9 octobre 2019, Les Goguettes en trio, mais à quatre en réalisent une reprise satirique L'Été Barbarin.